# Chaya Czernowin

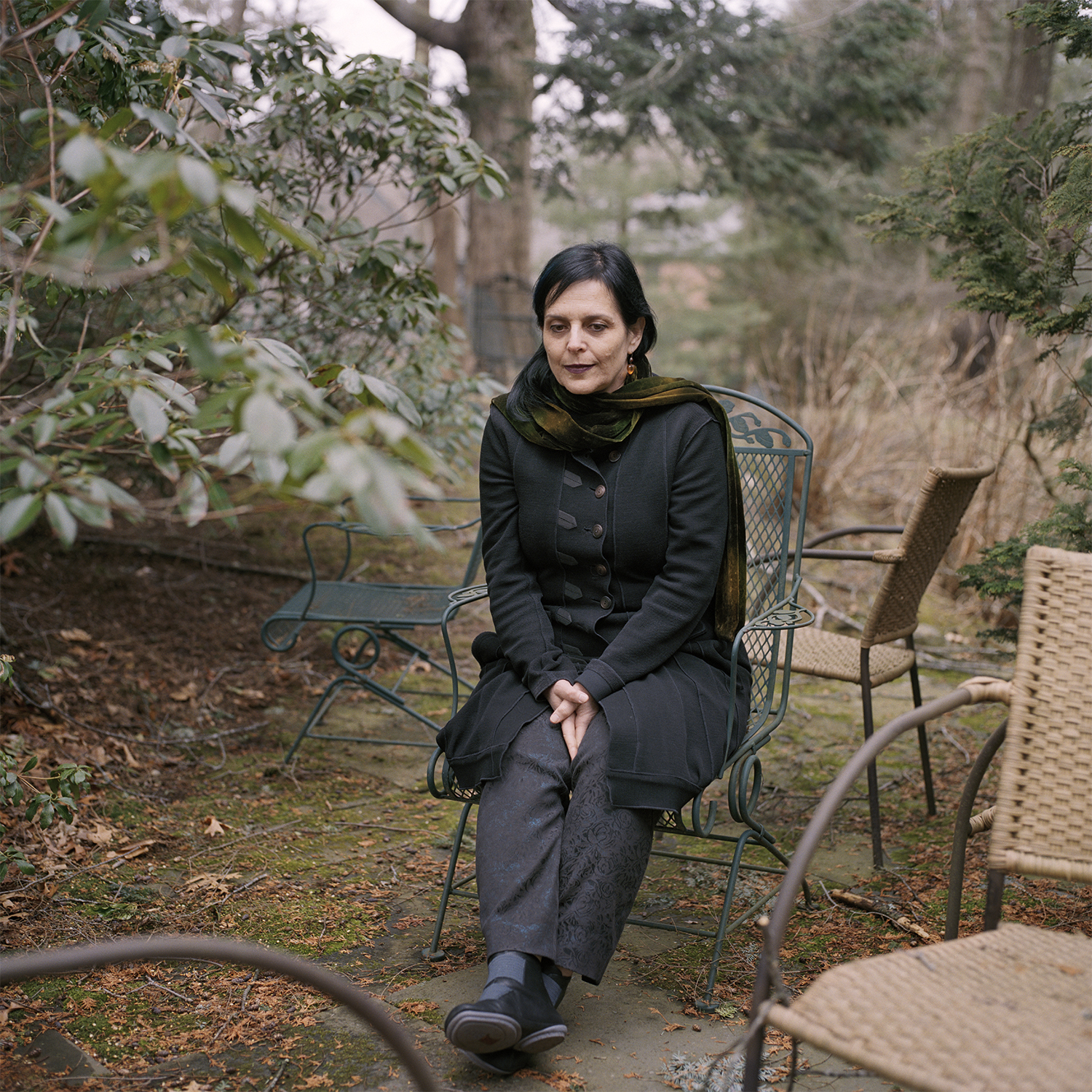
Chaya Czernowin (2017)

Chaya Czernowin (* 7. Dezember 1957 in Haifa) ist eine israelische Komponistin. Sie lebt seit ihrem 25. Lebensjahr abwechselnd in Deutschland, Japan und den USA.

## Leben
Chaya Czernowin erhielt ihre künstlerische Ausbildung an der Rubin Academy in Tel Aviv bei Abel Ehrlich und Yizhak Sadai, in Berlin bei Dieter Schnebel, am Bard College in New York bei Eli Yarden und Joan Tower sowie an der University of California, San Diego, bei Brian Ferneyhough und Roger Reynolds (Promotion). Nach Arbeitsstipendien in Tokio und am IRCAM Paris unterrichtete sie u. a. 1993/1994 am Yoshiro Irino Institut, Tokio, und von 1990 bis 1998 bei den Darmstädter Ferienkursen. Zwischen 1997 und 2006 war sie Professorin für Komposition an der University of California, San Diego. Von 2003 bis 2017 war sie Leiterin der „Internationalen Sommerakademie für junge Komponisten“ an der Akademie Schloss Solitude bei Stuttgart. 2004 wurde sie vom Europäischen Zentrum der Künste Hellerau (Leiter Udo Zimmermann) als erste „Composer-in-residence“ eingeladen, im selben Jahr wirkte sie auch in der Jury der Weltmusiktage der Internationalen Gesellschaft für Neue Musik ISCM. Von 2006 bis 2009 war sie Professorin für Komposition an der Universität für Musik und darstellende Kunst Wien, danach trat sie eine Professur für Komposition an der Harvard University in Boston an.
Ihre Werke wurden auf über 25 Festivals in aller Welt aufgeführt, u. a. den Salzburger Festspielen.
2017 wurde sie als Mitglied der Berliner Akademie der Künste aufgenommen.

## Werke
- Dam Sheon Hachol – Das Stundenglas rinnt noch (1992) für Streichsextett, 2002 rev. für Streichorchester
- Amber (1993) für großes Orchester
- Afatsim (1996) für gemischtes Ensemble
- Miniatures (1998) für gemischtes Ensemble und 1 Sänger
- Pnima ... ins Innere (1989–1999), Kammeroper, Uraufführung: 10. Mai 2000 im Rahmen der Münchener Biennale unter der Regie von Claus Guth durch das Münchener Kammerorchester unter Leitung von Johannes Kalitzke im Gasteig, München. Die Kammeroper basiert auf dem Roman Stichwort: Liebe von David Grossman.[5]
- Liquid Amber (2000) für 3 Piccoloflöten und großes Orchester
- Shu Hai (2000–2001) für Sängerin, Tonband, Orchester und Live-Elektronik
- Winter Songs I: Pending light (2002–2003) für Septett und Elektronik
- Winter Songs II: Stones (2003) für Septett und 3 Perkussionisten
- Winter Songs III: Roots (2003) für Septett, Elektronik und 3 Perkussionisten
- Excavated Dialogues (2003) für gemischtes Ensemble aus östlichen und westlichen Instrumenten
- Zaïde / Adama (1779/2004–2005), Singspiel / Fragmente, Uraufführung: 17. August 2006, Salzburger Festspiele
- Excavated Dialogues (2005) für gemischtes Ensemble aus modernen und Renaissance-/Barock-Instrumenten
- Pilgerfahrten (2005–2006, rev. 2007) für Sprecher, Knabenchor und Instrumentalensemble, Uraufführung: 1. Oktober 2006 im Festspielhaus Hellerau mit dem Dresdner Kreuzchor
- Sheva (2008) für sieben Instrumentalisten, Uraufführung: 19. Oktober 2008, Donaueschinger Musiktage
- Sahaf – Gestöber (2008) für Saxophon, E-Gitarre, Klavier und Perkussion, Uraufführung: 17. Mai 2008 im Studio HaTeiva, Tel Aviv, Israel
- Hidden (2013–2014) für Streichquartett und Elektronik, Uraufführung: 21. Juni 2014, IRCAM, Paris
- Infinite Now (2015–2016), Oper in 6 Akten, Uraufführung: 18. April 2017, Vlaamse Opera, Gent; in der Kritikerumfrage der Zeitschrift Opernwelt zur „Uraufführung des Jahres“ gewählt
- Heart Chamber (2019), Oper in 4 Akten und 8 Close-ups, Uraufführung: 15. November 2019, Deutsche Oper Berlin, Deutschland; Auftragswerk der Deutschen Oper Berlin
- The Fabrication of Light (2020) für großes Ensemble, Uraufführung: 21. Oktober 2020, Köln, Ensemble Musikfabrik
- Unhistoric Acts (2021) für Streichquartett und 24-stimmiges Vokalensemble, Uraufführung: 14. Oktober 2021, Donaueschinger Musiktage
- Immaterial (2022) für 6 Singstimmen, Uraufführung: 2. Februar 2022, Festival Eclat

## Auszeichnungen
- 2000: Bayerischer Theaterpreis für die Oper Pnima … ins Innere (aufgeführt bei der Münchener Biennale); von der Fachzeitschrift opernwelt als „Beste Uraufführung des Jahres“ bezeichnet.
- 2003: Förderpreis der Ernst-von-Siemens-Musikstiftung
- 2004: Förderpreis der Rockefeller-Stiftung
- 2022: Musikautor*innenpreis der Gema in der Kategorie Komposition Musiktheater[6]